# Hair - Sfida all'ultimo taglio
Hair - Sfida all'ultimo taglio è stato un talent show italiano in onda in prima serata su Real Time per una sola edizione, dal 29 marzo al 3 maggio 2015, per sei puntate. L'obiettivo del talent, condotto da Costantino della Gherardesca, era la ricerca del miglior parrucchiere amatoriale d'Italia. La vincitrice è stata Consuelo Stoto.

## Regolamento

### Le Tre Prove
Ogni puntata è divisa in tre prove:
- la Prova Creativa, dove i concorrenti devono mettere tutta la loro creatività in un'acconciatura dove, però, devono obbligatoriamente usare un oggetto.
- la Prova Tecnica, dove i concorrenti devono riprodurre su un cupetto un taglio nel miglior modo possibile.
- la Prova Show, dove i concorrenti devono fare su una bambina, ragazza o signora un taglio che riguardi un tema assegnato dai giudici.

### Forbici Maledette e Forbici D'oro
Alla fine di ogni prova creativa il conduttore dà a tutti i concorrenti delle forbici totalmente normali a parte a due, i peggiori della prova terminata, a cui dà delle forbici sulle quali è legato un nastro nero, le "Forbici maledette". A questi due concorrenti saranno tolti dei minuti nella prova tecnica e quindi partiranno in svantaggio. Alla fine di ogni prova tecnica i giudici, che non hanno visto i parrucchieri amatoriali d'Italia all'opera, fanno una classifica dalla peggiore alla migliore coupette. Questa classifica è molto importante perché nella prova show, una volta entrate le modelle, il parrucchiere migliore della prova tecnica avrà il privilegio di scegliere la modella su cui lavorare. Poi questo privilegio toccherà al secondo classificato, poi al terzo e così via. Alla fine di tutt'e tre le prove, il concorrente che è risultato migliore nelle prove riceve le cosiddette Forbici d'oro e passa automaticamente alla puntata successiva. Poi il conduttore, in ordine casuale, dice gli altri parrucchieri che passano alla puntata successiva fina a restare con tre parrucchieri di fronte a sé. Due, nonostante la puntata andata male, passeranno il turno. Uno di questi tre che, nella puntata, è risaltato per le prove andate male e per essere stato il peggiore della puntata sarà eliminato e dovrà abbandonare per sempre il salone di Hair.

### Premio
La vincitrice ha ottenuto il titolo di "miglior parrucchiere amatoriale d'Italia” e un contratto di lavoro alla Toni&Guy, oltre che l'esclusiva card "Academy Member Club Aldo Coppola".

## Cast
- Costantino della Gherardesca, presentatore.
- Charity Cheah, prima giudice, nonché cofondatrice in Italia della catena Toni&Guy.
- Adalberto Vanoni, secondo giudice, nonché direttore artistico di Aldo Coppola.